# 藤島正敏
藤島 正敏（ふじしま まさとし、1936年11月3日 - 2005年7月25日）は日本の医学者。九州大学名誉教授。高血圧の研究で知られる。

## 経歴
福岡県出身。1955年福岡県立修猷館高等学校卒業。1961年九州大学医学部卒業。虎の門病院にて実地修練ののち、1962年4月九州大学医学部第2内科（勝木司馬之助教授）に入局し、大学院に入学。1966年4月大学院を修了し、同年5月助手となる。
1967年9月から1970年9月にかけて米国に留学し、マイアミ大学医学部神経内科で研究。1970年12月公立学校共済組合九州中央病院勤務を経て、1971年4月九州大学医学部助手に復帰。1979年4月講師、1982年10月助教授を経て、1984年7月第2内科教授に就任。1999年4月大学院病態機能内科学教授に転じる。1984年から2001年にかけて久山町研究の総括責任者を務めた。
2000年3月停年退官。その後、西日本総合医学研究所所長を務めた。
2005年7月25日心筋梗塞のため死去。